# Drăgănești-Vlașca (gmina)
Drăgănești-Vlașca – gmina w Rumunii, w okręgu Teleorman. Obejmuje miejscowości Comoara, Drăgănești-Vlașca i Văceni. W 2011 roku liczyła 4325 mieszkańców. 